# Blackwood's Magazine
Blackwood's Magazine  a fost o revistă britanică tipărită între anii 1817 și 1980. Ea a fost fondată de către editorul William Blackwood și a fost inițial numită Edinburgh Monthly Magazine. Primul număr a apărut în aprilie 1817 sub redacția lui Thomas Pringle și James Cleghorn. Revista nu a avut succes, iar Blackwood i-a concediat pe Pringle și Cleghorn și a relansat jurnalul ca Blackwood's Edinburgh Magazine sub propria redacție. Jurnalul a adoptat în cele din urmă un nume mai scurt și de la relansare s-a făcut referire adesea la ea ca Maga. Pagina de titlu a purtat imaginea lui George Buchanan, un istoric scoțian din secolul al XVI-lea.

## Descriere
Blackwood's a fost conceput ca un rival pentru Edinburgh Review ce sprijinea Partidul Conservator. Comparativ cu tonul destul de moderat al The Quarterly Review, cealaltă revistă importantă susținătoare a Partidului Laburist, Maga a fost virulentă și combativă. Acest lucru se datorează în primul rând activității editorialistului principal John Wilson, care a scris sub pseudonimul Christopher Nord. Neavând niciodată încredere în activitatea redacției, cel a scris totuși mult pentru revistă, împreună cu alți jurnaliști importanți precum John Gibson Lockhart și William Maginn. Amestecul lor de satiră, comentarii și critici inteligente și înțepătoare a fost extrem de popular și revista a câștigat rapid o audiență mare.
Deși avea o atitudine conservatoare, revista a publicat lucrări ale autorilor romantici britanici precum Percy Bysshe Shelley și Samuel Taylor Coleridge. Prin intermediul lui Wilson revista a fost o susținătoare puternică a lui William Wordsworth, a parodiat Byronmania comună în Europa și i-a înfuriat pe John Keats, Leigh Hunt și William Hazlitt referindu-se la operele lor ca „Școala de Poezie Cockney”. Stilul controversat al revistei i-a adus necazuri atunci când, în 1821, John Scott, editor al London Magazine, s-au luptat în duel cu Jonathan Henry Christie cu privire la declarațiile calomnioase din revistă. John Scott a fost împușcat și ucis.
Până la mijlocul anilor 1820 Lockhart și Maginn au plecat la Londra, primul pentru a edita Quarterly și al doilea pentru a scrie la o serie de reviste, deși în principal pentru Fraser' s Magazine. După aceasta, John Wilson a devenit de departe cel mai important editorialist al revistei și i-a dat o mare parte din tonul, popularitatea și notorietatea ei. Prin anii 1840, când Wilson a contribuit mai puțin, circulația acesteia a scăzut. În afară de eseuri, ea a publicat, de asemenea, lucrări importante de ficțiune horror și acest lucru este privit ca o influență importantă asupra scriitorilor victorieni de mai târziu precum Charles Dickens, surorile Bronte și Edgar Allan Poe; Poe chiar a satirizat obsesiile revistei în „Loss of Breath: A Tale A La Blackwood” și „How to Write a Blackwood Article”. Revista nu și-a mai recăpătat succesul anterior, dar a continuat să aibă un public constant de-a lungul Imperiului Britanic în rândul celor din Serviciul Colonial. Un triumf de la sfârșitul secolului al XIX-lea a fost prima publicare a nuvelei Heart of Darkness de Joseph Conrad, în numerele din februarie, martie și aprilie 1899 ale revistei. 
Revista și-a încetat în cele din urmă apariția în 1980, ea rămânând în întreaga sa istorie în proprietatea familiei Blackwood.
Printre colaboratorii importanți ai revistei s-au numărat George Eliot, Joseph Conrad, John Buchan, George Tomkyns Chesney, James Hogg, Charles Neaves, Thomas de Quincey, Elizabeth Clementine Stedman, William Mudford și Margaret Oliphant. Robert Macnish a contribuit sub epitetul Modern Pythagorean. A fost un secret că Charles Whibley a contribuit anonim la revistă cu Musings without Methods timp de peste douăzeci și cinci de ani. T. S. Eliot le-a descris ca fiind „cele mai bine susținute bucăți de jurnalism literar de care știu eu, în vremurile recente”.
În romanul polițist Five Red Herrings (1931) de Dorothy Sayers procurorul scoțian ce lucra cu lordul Peter Wimsey este menționat ca citind „cel mai recent număr al Blackwood”, în timp ce au petrecut câteva ore plictisitoare de noapte așteptând ca ucigașul să apară.

## Listă de publicații
- Blackwood's Edinburgh Magazine, Volume 100. William Blackwood & Sons. 1866. Accesat în 24 aprilie 2014.

## Legături externe
- Comprehensive listing of Blackwoods Magazine archives from various sources at the Online Books Page